# Ракита (община Бабушница)
Вижте пояснителната страница за други значения на Ракита.
Ракита (на сръбски: Ракита или Rakita) е село в Западните покрайнини, община Бабушница, Пиротски окръг, Сърбия. През 2011 година селото има 251 жители, от които 153 са записани като сърби и 84 българи. До селото се намира закритата въглищна мина „Ракита“, от която до закриването ѝ през 1963 г. е имало действаща теснолинейка до гара Бело поле.

## История
Името на селото се е запазило непроменено в продължение на столетия. В стари документи то е записвано като: Ракита в 1448 г.; Ракита в 1576 г.; Ракита в 1878 г.
В съкратен регистър на Пиротския кадилък от 1530 година Ракита е отбелязана като село с 11 домакинства и двама неженени жители.

## Личности
Родени в Ракита
- Александър Стоилков Стойков (?-1916), български войник, редник, 25-и пехотен полк, починал от рани на 31. дек. 1916 г. [6]
- Благоя Тончев Соколов (?-1916), български войник, редник, починал от рани на 19. октомбри 1916 г. западно от село Кокарджа[7]